# Jezioro Domowe Małe
Jezioro Domowe Małe – jezioro w woj. warmińsko-mazurskim, w powiecie szczycieńskim, w całości położone w granicach administracyjnych miasta Szczytna.

## Dane morfometryczne
Powierzchnia zwierciadła wody według różnych źródeł wynosi od 11,0 ha do 11,4 ha.
Średnia głębokość jeziora wynosi 2,2 m, natomiast głębokość maksymalna jeziora wynosi 3,8 m.
Średnia wysokość zwierciadła wody wynosi 140 m n.p.m.
W oparciu o badania przeprowadzone w 2004 roku wody jeziora zaliczono do wód pozaklasowych.

## Hydrologia
- Zlewnia bezpośrednia: 22 ha
- Zlewnia całkowita: 800 ha
- Na zachodnim krańcu łączy się rowem z Długim, ze wschodniego krańca wypływa Kanał Domowy, który łączy jeziora z dopływem rzeki Sawica, następnie  Omulwią i Narwią.

## Inne dane
- jezioro silnie zeutrofizowane
- w całości otoczone zabudowaniami miejskimi i roślinnością parkową
- na jeziorze jest jedna okresowa wyspa, która jednak pojawia się tylko w trakcie niskiego poziomu wód
- występuje ptactwo wodne, głównie łabędzie, kaczki, perkozy i rybitwy oraz łyski

## Rekreacja
- woda pozaklasowa, w żadnym stopniu nie nadaje się do kąpieli
- zbyt niskie umiejscowienie rur nad rowem łączącym jeziora uniemożliwia wpłynięcia np. kajakiem z Jeziora Długiego.
- wokół jeziora przebiega chodnik, ścieżki rowerowe i szlak rowerowy
- całe jezioro otoczone jest parkiem, przez większość roku zadbanym i oświetlonym, z ławkami
- w parku jest "Plac Wolności", z czynnym sezonowo ozdobnym basenem (obecnie zasypany)

## Wędkarstwo
- typ jeziora: linowo-szczupakowy
- najczęściej występujący gatunek - leszcz, płoć
- całkowity zakaz łowienia w trzcinowiskach (lęgi ptaków)
- okresowo zarybiane, np. sumem jednak wpuszczany gatunek jest błyskawicznie wyławiany
- ilość wędkarzy - bardzo duża jak na tak mały zbiornik
- w okresie zimy na jeziorze zdecydowanie więcej jest wyławiaczy ochotki niż wędkarzy podlodowych

## Degradacja
Za czasów niemieckich jeziora były bardzo czyste i zadbane, kąpano się także w jeziorze Małym.
Obecnie jezioro wykazuje cechy zbiorników silnie zanieczyszczonych o znacznym przetlenieniu wód powierzchniowych latem (bardzo silne zakwity glonów) i pomimo charakteru polimiktycznego – całkowicie odtlenionymi wodami naddennymi zawierającymi siarkowodór. Charakterystyczne są też bardzo wysokie zawartości związków biogennych (fosfor i azot) oraz substancji organicznych.
Jezioro ponadto jest podatne na degradację i ma niekorzystne położenie – cała zlewnia jest zurbanizowana. Woda deszczowa z dużego procentu powierzchni miasta spłukiwana jest do jezior. Większość wody wpada Jeziora Małego poprzez kilkanaście kolektorów burzowych (największy o średnicy 1 m).
W latach PRL nie dbano o jeziora. Największy wpływ na degradację jezior miały:
- Lenpol
- Spółdzielnia Mleczarska
- Wody burzowe

## Rewitalizacja
Od lat mówi się o rewitalizacji jezior. Pierwsze plany związane były z wykopaniem rowu, który połączyłby Długie (a więc także pośredni i Domowe Małe) z jeziorami Szczycionek i Sasek Wielki. Od początku jednak nie było pieniędzy na zrobienie szerokiego, żeglownego rowu, a urzędnikom szkoda było tworzyć inwestycję, która polegałaby wyłącznie na wykopaniu wąskiego rowu zasilającego miejskie jeziora w czystszą wodę.
W kolejnych latach pomysł rowu powracał, ale pojawiały się także inne:
- mechaniczne czyszczenie dna jeziora
- chemiczne czyszczenia dna
- napowietrzanie wody
- wymuszanie ruchu wody

## Hydronimia
Według urzędowego spisu opracowanego przez Komisję Nazw Miejscowości i Obiektów Fizjograficznych (KNMiOF) nazwa tego jeziora to Jezioro Domowe Małe. Dawniej funkcjonowały też nazwy: Okrągłe
Dom Mały, Miejskie Szczycieńskie, Jezioro Małe, lub Miejskie.